# Matthew Marsh (autocoureur)

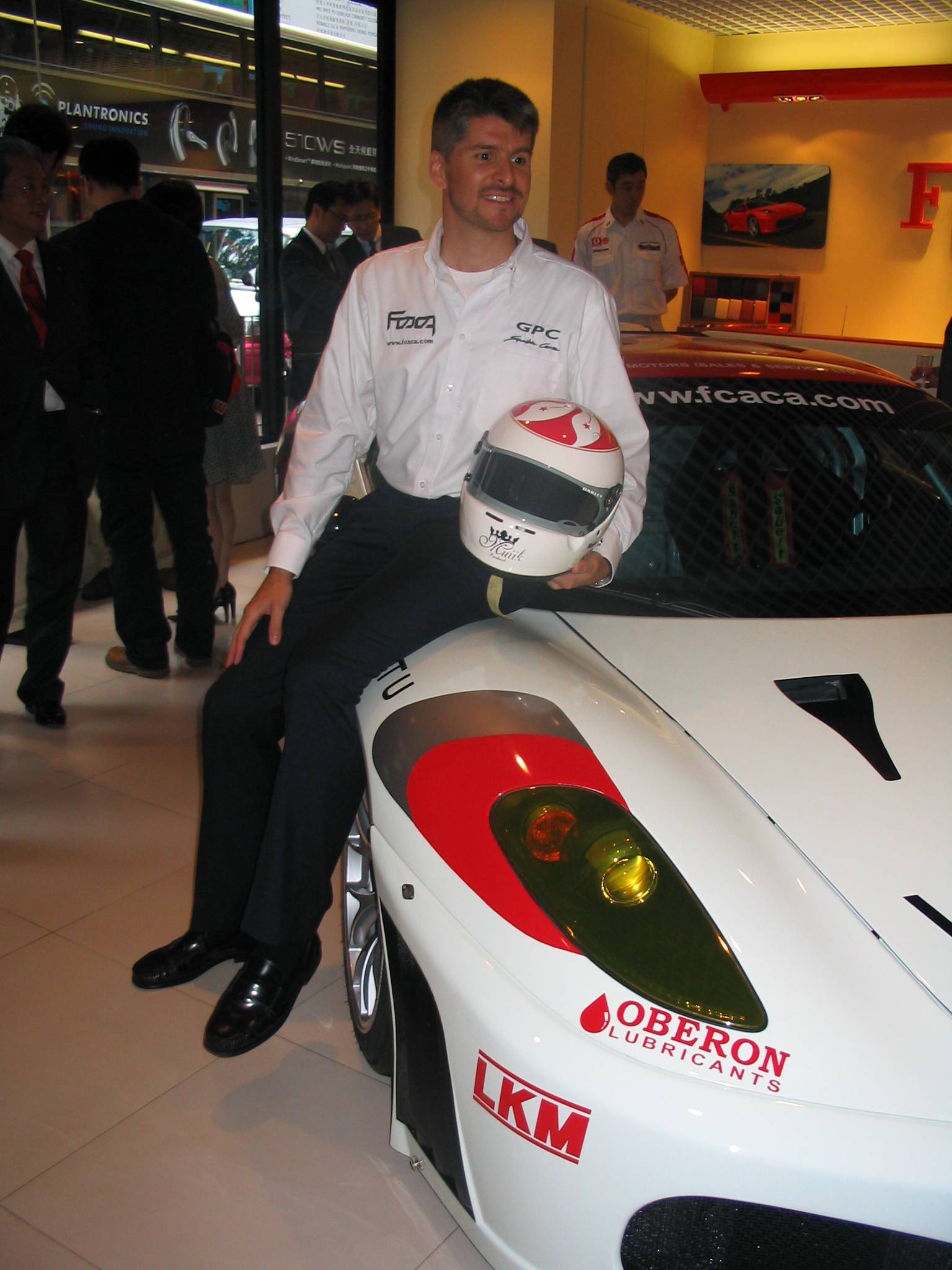
Matthew Marsh voor de 24 uur van Le Mans in 2007.

Matthew Marsh (Welwyn, Engeland, 24 september 1968) is en Brits autocoureur die ook de Hongkongse nationaliteit heeft.

## Carrière
In augustus 2003 werd Marsh uitgenodigd door Amprex Motorsport om te rijden in de Merdeka Millennium Endurance Race op het Sepang International Circuit in een BMW M3 GT samen met Genji Hashimoto en Charles Kwan. Het team leidde de race na een gevecht met een auto van BSA Motorsport totdat zij problemen kregen.
In 2004 werd Marsh kampioen in de Aziatische Porsche Carrera Cup voor het team A-Ha Racing, waarbij hij zijn goede vriend Charles Kwan versloeg.
In 2004 namen Marsh en Kwan ook deel aan de FIA GT-ronde op het Zhuhai International Circuit voor het team G.P.C Sport in een Ferrari 360. Zij behaalden die vierde plaats in hun GT2-klasse.
In 2005 richtte Marsh het Hong Kong Le Mans Team op, met sponsoring van de Noble Group en technische support van GruppeM. Darryl O'Young kwam naast Marsh ook bij het team rijden. Het team nam deel aan drie races van de Le Mans Series dat jaar en in de FIA GT-ronde op Zhuhai, waarbij zij als vierde in het kampioenschap eindigdn. Aan het eind van het jaar werd het team opgedoekt nadat zij hun doel, het racen in de 24 uur van Le Mans in 2006, niet behaalden.
Marsh werd de eerste Hongkongse coureur die aan de start kwam van de 24 uur van Le Mans, waarin hij voor G.P.C. Sport naast Carl Rosenblad en Jesus Diez Villarroel in een Ferrari 430 reed in 2007. Het team kwalificeerde zich als elfde in de GT2-klasse en viel uit na 252 ronden.
In 2008 nam Marsh deel aan de 24 uur van Daytona in een Ferrari 430, samen met Thomas Biagi, Christian Montanari en Luis Monzon voor het team Mastercar. Montanari zorgde ervoor dat zij zich op de eerste rij van hun klasse kwalificeerden, maar ze vielen uit na 61 ronden.
In 2008 maakte Marsh zijn debuut in het World Touring Car Championship in een BMW 320si voor het team Wiechers-Sport in het racewekeend op het Okayama International Circuit, waarbij hij als 21e en 14e eindigde in de races. Op het Circuito da Guia nam hij opnieuw deel, waarbij hij in de laatste race met een achtste plaats zijn eerste punt behaalde, waardoor hij als 21e in het kampioenschap eindigde.